# Flödesmätning
Flödesmätning innebär att man direkt eller indirekt mäter den mängd fluid, dvs vätska, ånga eller gas, som strömmar per tidsenhet i ett rör eller en kanal. Ofta utnyttjas olika samband inom strömningsmekaniken som ges utifrån energiekvationen (Bernoullis ekvation) och kontinuitetsekvationen. Olika metoder används för flödesmätningar inom rörströmning och kanalströmning.

## Metoder inom rörströmning
Inom rörströmningen är det ofta svårt att mäta flödet direkt, särskilt när fluiden (vätska, ånga eller gas) är korrosiv, abrasiv eller innehåller eller utgörs av partiklar och fibrer. Därför används flera olika principer beroende på tillämpningsområde.

### Differentialtryck
Flödesmätning genom mätning av differentialtryck tillämpas där det är möjligt att under kontrollerade former skapa en tilläggsförlust. Man mäter då den hydrostatiska tryckskillnad som uppstår när fluiden passerar genom mätanordningen. Minskningen i det hydrostatiska trycket motsvaras av en ökning i det hydrodynamiska trycket + själva tilläggsförlusten, varför fluidens medelhastighet och därmed dess flöde kan beräknas. Ofta används en manometervätska, för att förenkla avläsningen av tryckskillnaden.
Piezometeröppning
Pitot-rör
Pitot-piezometerrör
Rörknä
Strypfläns
Strömningsmunstycke
Venturimeter

### Strömningshastighet
Flödesmätning genom mätning av strömningshastighet innebär att man mäter hastigheten på flödet, som multiplicerat med rördiametern ger det totala flödet per tidsenhet. Genom att multiplicera med densiteten fås massan per tidsenhet.
Mätning av strömningshastighet kan ske på olika sätt:
- Mätning med turbin. En propeller monteras vinkelrätt mot flödet i ett mäthus, där bägge är av ickemagnetiska material, vanligen rostfritt stål. En lindad permanentmagnet känner av när bladen sveper igenom magnetfältet och ger en puls varje gång det sker. Eftersom stigning och diameter är kända representerar varje puls en bestämd mängd fluid är frekvensen direkt proportionell mot flödeshastigheten.

- Mätning med virvelmätare. Ett mäthus med en fast virvelkropp placeras i strömningen. Över en viss flödeshastighet skapar virvelkroppen omväxlande turbulenta virvlar på vardera sidan i fluiden. Dessa virvlar skapar områden med låg- och högtryck som påverkar en finbalanserad vipparm monterad bakom virvelkroppen, och får vipparmen att pendla i en frekvens proportionell mot strömningshastigheten.

- Mätning med magnetinduktiva flödesmätare. Dessa utnyttjar fluidens konduktivitet för att genom Faradays induktionslag mäta och beräkna flödet Qv. Den vanligaste formen består av två spolar och två elektroder monterade vinkelrätt mot varandra längs med röret. När fluiden strömmar genom röret induceras en elektrisk spänning som tas upp av två motstående elektroder, vilken sedan kan mätas i storleksordningen av millivolt. Sambanden blir som följer:

{\displaystyle {U_{E}}\approx {B}\cdot {d}\cdot {v}\quad {Q_{v}}\approx {\frac {d^{2}\cdot \pi }{4}}\cdot {v}\quad \Rightarrow \quad {U_{E}}\approx {Q_{v}}}

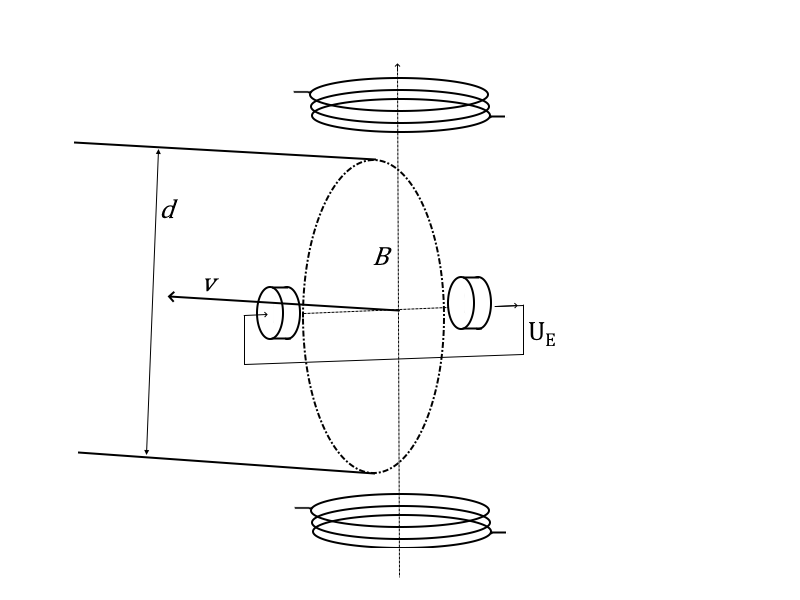
U_{E} = Uppmätt spänning.
B = Pålagt magnetfält.
d = rördiameter (egentligen distansen mellan elektroderna, men då dessa monteras jäms med innerväggen är avståndet detsamma).
v = genomsnittlig flödeshastighet.

- Mätning med ultraljudsmätare. Mätanordningen består av två par sändarmottagare monterade på avståndet l från varandra i en fast vinkel α axiellt med flödet. Principen bygger på att ljudpulsen nedströms färdas fortare än ljudpulsen uppströms, och därmed får ljudvågorna olika frekvens enligt Doppler-principen. Skillnaden dem emellan (Δf) ger hastigheten v genom formeln v = (Δf)(l) / 2cosα.

- Mätning med Coriolismätare. Anordningen har en slangböj med givare placerade vid in- och utloppet av slangen, och i mitten en oscillator som sätter böjen i svängning. Fasskillnaden mellan givarna ger massflödet, medan frekvensen i oscillationen är proportionell mot fluidens densitet.[5]

- Mätning med svävkroppsmätare. Anordningen har en tyngd inuti ett lodrät mätrör som är konat att vidga sig uppåt. Detta medför att en proportionellt mindre andel av flödet påverkar svävkroppen ju högre den lyfts, medan högre hastighet ger mer lyftkraft. Avläsning sker där den nedåtriktade tyngdkraften är lika stor som den kombinerade lyft- och flytkraften och svävkroppen därmed är i jämvikt.

### Volym
- Deplacementmätare är mekaniska, där rörliga delar separerar flödet genom att fluiden tvingas in i hålrum med bestämd volym innan den tillåts fortsätta. Som exempel kan två motroterande kugghjul användas, där kuggarna på yttersidan delar upp flödet i bestämda volymer medan kuggarna som sveper in genom mitten går emot flödet och hindrar direkt passage. Denna typ av mätare kräver låga toleranser för att förhindra oönskat genomsläpp, men är i gengäld ytterst exakta.

### Temperatur
Två termoelement används, varav den ena mäter temperaturen i fluiden och används som referens, medan den andra har uppvärmning till en given effekt och sätts i flödet. Den strömmande fluiden kommer att kyla mätgivaren i proportion till flödet vilket kan beräknas efter att omvandling utifrån fluidens temperatur och värmekapacitet har blivit kompenserade för.

## Metoder inom kanalströmningen
När det gäller flödesmätningar inom kanalströmning, finns ett antal olika principer att tillgå.

### Mäta medelhastighet
När det gäller kanalströmningen kan den momentana hastigheten vanligen lätt bestämmas. Däremot varierar strömningshastigheten mycket beroende på var i kanalsektionen som mätningen sker. Variationerna gäller både i sidled och i längsled. Genom att mäta i flera olika sektioner, kan medelhastigheten lätt beräknas. Medelhastigheten kan även beräknas genom att multiplicera den uppmätta hastigheten med en lämplig koefficient. Flödet erhålls sedan genom att multiplicera medelhastigheten med tvärsnittsarean.

#### Några vanliga metoder
- Hydrometrisk flygel
- Pitot-rör
- Ytflytare

### Höjdskillnad vid överfall och dammluckor
Om det finns möjlighet att dämma upp vattendraget, kan ett överfallsvärn installeras. Vid fri strömning över överfallsvärnet finns ett klart samband mellan vattnets höjd ovan tröskeln och flödet. Sambandets utseende beror helt och hållet på hur värnet är konstruerat, dvs hur den våta tvärsnittsarean varierar med höjden.
Om dammluckor och andra bottenutskov används, kan man mäta höjdskillnaden uppströms och nerströms dammluckorna. Om dammluckorna ligger helt under vatten, blir den våta tvärsnittsarean konstant, varför flödet då blir proportionellt mot kvadratroten ur höjdskillnaden.

#### Några vanliga metoder
- Bottenutskov
- Munk
- Stigrör
- Överfallsvärn

### Bestämmande sektion
I en bestämmande sektion blir det verkliga vattendjupet det samma som det naturliga vattendjupet. Sålunda sammanfaller också det geometriska fallet med det hydrotekniska fallet. Genom att mäta upp det geometriska fallet, beräkna den hydrauliska radien samt sätta ett lämpligt värde på Mannings tal, kan flödet beräknas genom Mannings formel.